# محمدرضا ابوالقاسمی
محمدرضا ابوالقاسمی (متولد ۱۳۵۸) مترجم ایرانی است.
آثار او عمدتاً در حوزه زیباشناسی، فلسفه هنر و هرمنوتیک است.
او دانش‌آموخته دوره دکتری علوم هنر (گرایش زیباشناسی) از دانشگاه اکس-مارسی فرانسه است و در دانشگاه تهران تدریس می‌کند.

## آثار

### ترجمه‌ها
| عنوان                                               | نویسنده            | مترجم              | ناشر   | سال  | توضیحات                             |
| --------------------------------------------------- | ------------------ | ------------------ | ------ | ---- | ----------------------------------- |
| مبانی نظریهٔ ادبی                                    | هانس برتنس         | محمدرضا ابوالقاسمی | ماهی   | ۱۳۸۴ |                                     |
| مبانی زیباشناسی                                     | پیر سوانه          | محمدرضا ابوالقاسمی | ماهی   | ۱۳۸۸ |                                     |
| زیباشناسی چیست؟                                     | مارک ژیمنز         | محمدرضا ابوالقاسمی | ماهی   | ۱۳۸۸ |                                     |
| مرلوپونتی، فلسفه و معنا                             | دنیل تامس پریموزیک | محمدرضا ابوالقاسمی | مرکز   | ۱۳۸۸ |                                     |
| فلسفهٔ هنر                                           | ژان لاکست          | محمدرضا ابوالقاسمی | ماهی   | ۱۳۹۲ |                                     |
| درآمدی بر زیباشناسی اسلامی                          | الیور لیمن         | محمدرضا ابوالقاسمی | ماهی   | ۱۳۹۳ | شایسته تقدیر سی‌وسومین دوره کتاب سال |
| هرمنوتیک                                            | ژان گروندن         | محمدرضا ابوالقاسمی | ماهی   | ۱۳۹۳ |                                     |
| فرهنگ زیباشناسی                                     | اران گوتر          | محمدرضا ابوالقاسمی | ماهی   | ۱۳۹۵ |                                     |
| مفهوم امر زیباشناختی                                | جیمز شلی           | محمدرضا ابوالقاسمی | ققنوس  | ۱۳۹۵ |                                     |
| داوری زیباشناختی                                    | نیک زنگویل         | محمدرضا ابوالقاسمی | ققنوس  | ۱۳۹۵ |                                     |
| درآمدی بر فلسفهٔ کانت                                | اندرو وارد         | محمدرضا ابوالقاسمی | حکمت   | ۱۳۹۶ |                                     |
| زیباشناسی عکاسی                                     | فرانسوا سولاژ      | محمدرضا ابوالقاسمی | گیلگمش | ۱۳۹۸ |                                     |
| درآمدی بر نقد قوهٔ حکم کانت                          | داگلاس برنهام      | محمدرضا ابوالقاسمی | نی     | ۱۳۹۸ |                                     |
| سنت زیباشناسی آلمانی                                | کای همرمایستر      | محمدرضا ابوالقاسمی | ماهی   | ۱۳۹۹ |                                     |
| نظریه‌های هنر از افلاطون تا وینکلمان                 | موشه باراش         | محمدرضا ابوالقاسمی | چشمه   | ۱۳۹۹ |                                     |
| نظریه‌های هنر از وینکلمان تا بودلر                   | موشه باراش         | محمدرضا ابوالقاسمی | چشمه   | ۱۳۹۹ |                                     |
| نظریه‌های هنر از امپرسیونیسم تا کاندینسکی            | موشه باراش         | محمدرضا ابوالقاسمی | چشمه   | ۱۴۰۰ |                                     |
| درباره‌ی عکاسی، جستاری فلسفی                         | دیرمود کاستلو      | محمدرضا ابوالقاسمی | گیلگمش | ۱۴۰۱ |                                     |
| فلسفۀ هنر                                           | استیون دیویس       | محمدرضا ابوالقاسمی | نی     | ۱۴۰۱ |                                     |
| زیباشناسی هگل هنر ایدئالیسم                         | لیدیا مالَند        | محمدرضا ابوالقاسمی | نی     | ۱۴۰۱ |                                     |
| زیباشناسی                                           | اِلیان اِسکوبا       | محمدرضا ابوالقاسمی | گیلگمش | ۱۴۰۱ |                                     |
| روان‌شناسی هنر                                       | جورج مَدِر           | محمدرضا ابوالقاسمی | نشر نو | ۱۴۰۲ |                                     |
| چرا به دین محتاجیم                                  | استیون تی. اَزما    | محمدرضا ابوالقاسمی | نی     | ۱۴۰۲ |                                     |
| فلسفۀ هنرهای دینی                                   | گوردون گراهام      | محمدرضا ابوالقاسمی | نی     | ۱۴۰۳ |                                     |
| عکاسی پس از پست‌مدرنیسم: بارت، استیگلیتس و هنر خاطره | دیوید بیت          | محمدرضا ابوالقاسمی | گیلگمش | ۱۴۰۳ |                                     |